# Acraea octobalia
Acraea octobalia är en fjärilsart som beskrevs av Karsch 1894. Acraea octobalia ingår i släktet Acraea och familjen praktfjärilar. Inga underarter finns listade i Catalogue of Life.